# Список Героев Советского Союза (Лосев — Лященко)
В настоящем списке представлены в алфавитном порядке все Герои Советского Союза, чьи фамилии начинаются с буквы «Л» (всего 515 человек, из них семь удостоены звания дважды). Список содержит даты Указов Президиума Верховного Совета СССР о присвоении звания, информацию о роде войск, должности и воинском звании Героев на дату представления к присвоению звания Героя Советского Союза, годах их жизни.
Ударения в фамилиях Героев приведены по книгам «Герои Советского Союза: Краткий биографический словарь / Пред. ред. коллегии И. Н. Шкадов. — М.: Воениздат, 1987. — Т. 1 /Абаев — Любичев/. — 911 с. — 100 000 экз. — ISBN отс., Рег. № в РКП 87-95382.» и «Герои Советского Союза: Краткий биографический словарь / Пред. ред. коллегии И. Н. Шкадов. — М.: Воениздат, 1988. — Т. 2 /Любов — Ящук/. — 863 с. — 100 000 экз. — ISBN 5-203-00536-2.».
- Персиковым цветом  в таблице выделены Герои, удостоенные звания дважды и более раз.
- Серым цветом  в таблице выделены Герои, представленные к званию посмертно.

| Навигационная таблица | Навигационная таблица              |
| --------------------- | ---------------------------------- |
| «Л»                   | Лаар Иосиф — Лебедев Василий       |
| «Л»                   | Лебедев Виктор — Липилин Александр |
| «Л»                   | Липкин Герман — Лосев Алексей      |
| «Л»                   | Лосев Анатолий — Лященко Николай   |

| № п/п | Фамилия Имя Отчество                                                                   | Дата Указа            | Род войск    | Должность | Звание                               | Годы жизни              | БС ГС НЛ                        |
| ----- | -------------------------------------------------------------------------------------- | --------------------- | ------------ | --- | ------------------------------------ | ----------------------- | ------------------------------- |
| 382   | Ло́сев Анатолий Иванович укр. Лосєв Анатолій Іванович                                   | 26.10.1943            | генерал      | командир 72-й гвардейской стрелковой дивизии 7-й гвардейской армии Степного фронта | гвардии генерал-майор                | 19.10.1906 — 21.09.1970 | [ БС 1 ] [ ГС 1 ] [ НЛ 1 ]      |
| 383   | Ло́сик Олег Александрович укр. Лосик Олег Олександрович                                 | 04.07.1944            | танкист      | командир 4-й гвардейской танковой бригады 2-го гвардейского танкового корпуса 31-й армии 3-го Белорусского фронта | гвардии полковник                    | 04.12.1915 — 20.08.2012 | [ БС 2 ] [ ГС 2 ] [ НЛ 2 ]      |
| 384   | Лоску́тников Иван Николаевич                                                            | 31.05.1945            | артиллерия   | командир батареи 49-го гвардейского артиллерийского полка 23-й гвардейской стрелковой дивизии 3-й ударной армии 1-го Белорусского фронта | гвардии старший лейтенант            | 29.08.1920 — 29.10.1990 | [ БС 3 ] [ ГС 3 ] [ НЛ 3 ]      |
| 385   | Ло́скутов Василий Павлович                                                              | 24.03.1945            | пехота       | командир отделения 1258-го стрелкового полка 378-й стрелковой дивизии 4-й ударной армии 1-го Прибалтийского фронта | старший сержант                      | 1918 — 23.11.1944       | [ БС 3 ] [ ГС 4 ] [ НЛ 4 ]      |
| 386   | Ло́скутов Виктор Георгиевич                                                             | 14.09.1945            | авиация      | лётчик 34-го ближнебомбардировочного авиационного полка 10-й авиационной дивизии пикирующих бомбардировщиков ВВС Тихоокеанского флота | лейтенант                            | 27.09.1923 — 23.02.1970 | [ БС 3 ] [ ГС 5 ] [ НЛ 5 ]      |
| 387   | Ло́скутов Степан Петрович                                                               | 06.02.1942            | пехота       | командир взвода 857-го стрелкового полка 294-й стрелковой дивизии 8-й армии Ленинградского фронта | старший сержант                      | 29.12.1916 — 09.02.1942 | [ БС 3 ] [ ГС 6 ] [ НЛ 6 ]      |
| 388   | Лоха́нов Алексей Александрович                                                          | 24.08.1943            | авиация      | командир эскадрильи 130-го бомбардировочного авиационного полка 204-й бомбардировочной авиационной дивизии 1-й воздушной армии Западного фронта | капитан                              | 02.04.1913 — 08.12.1974 | [ БС 3 ] [ ГС 7 ] [ НЛ 7 ]      |
| 389   | Лохма́тиков Филипп Прокофьевич                                                          | 10.01.1944            | танкист      | командир взвода танков Т-34 332-го танкового батальона 52-й гвардейской танковой бригады 6-го гвардейского танкового корпуса 3-й гвардейской танковой армии 1-го Украинского фронта | гвардии лейтенант                    | 10.10.1923 — 22.01.1981 | [ БС 3 ] [ ГС 8 ] [ НЛ 8 ]      |
| 390   | Лоша́к Иван Семёнович                                                                   | 04.06.1944            | артиллерия   | командир взвода управления батареи 472-го гаубичного артиллерийского полка РГК в составе 39-й армии Калининского фронта | младший лейтенант                    | 05.05.1911 — 21.09.1987 | [ БС 4 ] [ ГС 9 ] [ НЛ 9 ]      |
| 391   | Лошако́в Афанасий Ильич укр. Лошаков Опанас Ілліч                                       | 16.05.1944            | пехота       | командир батальона 9-го гвардейского стрелкового полка 3-й гвардейской стрелковой дивизии 2-й гвардейской армии 4-го Украинского фронта | гвардии старший лейтенант            | 26.03.1918 — 30.07.1944 | [ БС 5 ] [ ГС 10 ] [ НЛ 10 ]    |
| 392   | Лошко́в Алексей Иванович                                                                | 21.03.1940            | танкист      | механик-водитель танка 15-го отдельного танкового батальона 13-й лёгкой танковой бригады 7-й армии Северо-Западного фронта | младший комвзвод                     | 20.05.1917 — 23.04.1943 | [ БС 5 ] [ ГС 11 ] [ НЛ 11 ]    |
| 393   | Лубяне́цкий Иван Федосеевич                                                             | 31.03.1943            | танкист      | командир 322-го танкового батальона 115-й танковой бригады 6-й армии Юго-Западного фронта | старший лейтенант                    | 08.03.1914 — 23.12.1942 | [ БС 5 ] [ ГС 12 ] [ НЛ 12 ]    |
| 394   | Лубяно́й Иван Андреевич                                                                 | 24.03.1945            | танкист      | механик-водитель танка 4-го танкового полка 35-й механизированной бригады 1-го механизированного корпуса 2-й гвардейской танковой армии 1-го Белорусского фронта | старший сержант                      | 25.10.1909 — 25.11.1985 | [ БС 5 ] [ ГС 13 ] [ НЛ 13 ]    |
| 395   | Луга́нский Сергей Данилович                                                             | 02.09.1943 01.07.1944 | авиация      | командир эскадрильи 270-го истребительного авиационного полка 203-й истребительной авиационной дивизии 1-го штурмового авиационного корпуса 5-й воздушной армии Степного фронта командир эскадрильи 270-го истребительного авиационного полка 203-й истребительной авиационной дивизии 1-го штурмового авиационного корпуса 5-й воздушной армии 2-го Украинского фронта | капитан майор                        | 01.10.1918 — 16.01.1977 | [ БС 5 ] [ ГС 14 ] [ НЛ 14 ]    |
| 396   | Лугово́й Василий Петрович укр. Луговий Василь Петрович                                  | 17.11.1939            | танкист      | командир танка БТ-7 11-й лёгкой танковой бригады 1-й армейской группы | младший комвзвод                     | 28.11.1915 — 13.08.2000 | ——                              |
| 397   | Луговско́й Дмитрий Иванович бел. Лугаўской Дзмітрый Іванавіч                            | 13.04.1944            | авиация      | заместитель командира эскадрильи 502-го штурмового авиационного полка 214-й штурмовой авиационной дивизии 4-й воздушной армии Северо-Кавказского фронта | старший лейтенант                    | 17.11.1918 — 02.05.1989 | [ БС 5 ] [ ГС 16 ] [ НЛ 15 ]    |
| 398   | Луговско́й Мичеслав Емельянович укр. Луговськой Мечислав Омелянович                     | 16.05.1944            | пехота       | командир отделения 1137-го стрелкового полка 339-й стрелковой дивизии 56-й армии Северо-Кавказского фронта | сержант                              | 24.10.1918 — 12.05.1955 | [ БС 6 ] [ ГС 17 ] [ НЛ 16 ]    |
| 399   | Луговско́й Николай Петрович бел. Лугоўскі Мікалай Пятровіч                              | 22.07.1944            | пехота       | командир батальона 1124-го стрелкового полка 334-й стрелковой дивизии 43-й армии 1-го Прибалтийского фронта | капитан                              | 14.12.1911 — 25.06.1944 | [ БС 6 ] [ ГС 18 ] [ НЛ 17 ]    |
| 400   | Лу́говцев Николай Иванович                                                              | 24.03.1945            | танкист      | командир танковой роты 122-й танковой бригады 1-й ударной армии 3-го Прибалтийского фронта | лейтенант                            | 26.08.1917 — 29.07.1944 | [ БС 6 ] [ ГС 19 ] [ НЛ 18 ]    |
| 401   | Лу́ев Иван Панкратьевич                                                                 | 24.03.1945            | пехота       | командир батальона 850-го стрелкового полка 277-й стрелковой дивизии 5-й армии 3-го Белорусского фронта | капитан                              | 05.08.1898 — 24.08.1944 | [ БС 6 ] [ ГС 20 ] [ НЛ 19 ]    |
| 402   | Луже́цкий Андрей Гаврилович                                                             | 26.04.1940            | пограничник  | командир пулемётной роты 5-го пограничного полка войск НКВД | старший лейтенант                    | 05.08.1905 — 09.09.1984 | ——                              |
| 403   | Луза́н Фёдор Афанасьевич                                                                | 22.02.1943            | связисты     | радист взвода связи 758-го стрелкового полка 88-й стрелковой дивизии Карельского фронта | ефрейтор                             | 21.02.1921 — 24.11.1941 | [ БС 7 ] [ ГС 22 ] [ НЛ 20 ]    |
| 404   | Лузги́н Алексей Андреевич бел. Лузгін Аляксей Андрэевіч                                 | 15.05.1946            | авиация      | командир звена 98-го гвардейского отдельного разведывательного авиационного полка 17-й воздушной армии 3-го Украинского фронта | гвардии лейтенант                    | 01.02.1920 — 10.01.1977 | [ БС 8 ] [ ГС 23 ] [ НЛ 21 ]    |
| 405   | Лука́нин Дмитрий Ефимович                                                               | 24.04.1944            | артиллерия   | командир орудия 197-го гвардейского артиллерийского полка 92-й гвардейской стрелковой дивизии 37-й армии Степного фронта | гвардии младший сержант              | 14.04.1901 — 31.07.1961 | [ БС 8 ] [ ГС 24 ] [ НЛ 22 ]    |
| 406   | Лука́нин Яков Ефимович                                                                  | 24.04.1944            | артиллерия   | наводчик орудия 197-го гвардейского артиллерийского полка 92-й гвардейской стрелковой дивизии 37-й армии Степного фронта | гвардии красноармеец                 | 14.04.1901 — 02.04.1951 | [ БС 8 ] [ ГС 25 ] [ НЛ 23 ]    |
| 407   | Лукаше́вич Алексей Стефанович бел. Лукашэвіч Аляксей Стэфанавіч                         | 15.08.1944            | партизан     | активный участник партизанской борьбы в Белоруссии, разведчик-подрывник 28-го партизанского отряда 8-й партизанской бригады | —                                    | 03.06.1924 — 13.11.1943 | [ БС 8 ] [ ГС 26 ] [ НЛ 24 ]    |
| 408   | Лука́шин Василий Иванович                                                               | 23.02.1945            | авиация      | командир эскадрильи 175-го штурмового авиационного полка 305-й штурмовой авиационной дивизии 14-й воздушной армии 3-го Прибалтийского фронта | старший лейтенант                    | 03.08.1920 — 31.03.1983 | [ БС 8 ] [ ГС 27 ] [ НЛ 25 ]    |
| 409   | Лукашо́в Николай Николаевич                                                             | 17.03.1988            | пограничник  | начальник штаба десантно-штурмовой манёвренной группы Керкинского пограничного отряда Среднеазиатского пограничного округа | капитан                              | 12.10.1959 — 17.08.1996 | ——                              |
| 410   | Луки́н Афанасий Петрович                                                                | 26.10.1944            | авиация      | командир эскадрильи 159-го гвардейского истребительного авиационного полка 229-й истребительной авиационной дивизии 4-й воздушной армии 2-го Белорусского фронта | гвардии капитан                      | 22.08.1919 — 24.10.1996 | [ БС 8 ] [ ГС 29 ] [ НЛ 26 ]    |
| 411   | Луки́н Василий Петрович                                                                 | 26.10.1944            | авиация      | командир эскадрильи 287-го истребительного авиационного полка 269-й истребительной авиационной дивизии 14-й воздушной армии 3-го Прибалтийского фронта | капитан                              | 12.02.1918 — 07.12.1985 | [ БС 10 ] [ ГС 30 ] [ НЛ 27 ]   |
| 412   | Луки́н Владимир Петрович                                                                | 22.02.1944            | пехота       | командир батальона 818-го стрелкового полка 31-й стрелковой дивизии 46-й армии Степного фронта | капитан                              | 26.07.1916 — 10.05.1952 | [ БС 10 ] [ ГС 31 ] [ НЛ 28 ]   |
| 413   | Луки́н Михаил Алексеевич                                                                | 17.11.1939            | танкист      | начальник штаба 2-го танкового батальона 11-й лёгкой танковой бригады 1-й армейской группы | капитан                              | 01.12.1907 — 17.10.1941 | ——                              |
| 414   | Лукино́в Николай Тарасович                                                              | 15.01.1944            | танкист      | командир роты танков Т-70 269-го танкового батальона 23-й танковой бригады 9-го танкового корпуса 65-й армии Белорусского фронта | лейтенант                            | 28.11.1914 — 28.10.1998 | [ БС 10 ] [ ГС 33 ] [ НЛ 29 ]   |
| 415   | Лукья́ненко Антон Иосифович                                                             | 10.01.1944            | артиллерия   | командир роты противотанковых ружей 955-го стрелкового полка 309-й стрелковой дивизии 40-й армии Воронежского фронта | капитан                              | 1916 — 07.09.1944       | [ БС 10 ] [ ГС 34 ] [ НЛ 30 ]   |
| 416   | Лукья́нец Андрей Никитович укр. Лук'янець Андрій Микитович                              | 27.06.1945            | авиация      | штурман звена 160-го гвардейского бомбардировочного авиационного полка 8-й гвардейской бомбардировочной авиационной дивизии 6-го гвардейского бомбардировочного авиационного корпуса 2-й воздушной армии 1-го Украинского фронта | гвардии старший лейтенант            | 15.09.1922 — 08.03.1999 | [ БС 10 ] [ ГС 35 ] [ НЛ 31 ]   |
| 417   | Лукья́нов Александр Михайлович                                                          | 22.07.1941            | авиация      | младший лётчик 159-го истребительного авиационного полка 2-й смешанной авиационной дивизии Северного фронта | младший лейтенант                    | 06.06.1919 — 28.01.1942 | [ БС 11 ] [ ГС 36 ] [ НЛ 32 ]   |
| 418   | Лукья́нов Алексей Власович                                                              | 06.04.1945            | танкист      | командир 65-й танковой бригады 11-го танкового корпуса 69-й армии 1-го Белорусского фронта | полковник                            | 09.02.1906 — 20.08.1974 | [ БС 12 ] [ ГС 37 ] [ НЛ 33 ]   |
| 419   | Лукья́нов Анатолий Григорьевич                                                          | 04.03.1942            | авиация      | командир звена 487-го истребительного авиационного полка 101-й истребительной авиационной дивизии ПВО Воронежско-Борисоглебского района ПВО | старший лейтенант                    | 12.03.1919 — 26.12.1986 | [ БС 12 ] [ ГС 38 ] [ НЛ 34 ]   |
| 420   | Лукья́нов Андрей Емельянович                                                            | 16.10.1943            | пехота       | командир отделения 78-го стрелкового полка 74-й стрелковой дивизии 13-й армии Центрального фронта | сержант                              | 09.03.1922 — 19.01.1983 | [ БС 12 ] [ ГС 39 ] [ НЛ 35 ]   |
| 421   | Лукья́нов Сергей Иванович                                                               | 13.04.1944            | авиация      | командир эскадрильи 16-го гвардейского истребительного авиационного полка 9-й гвардейской истребительной авиационной дивизии 8-й воздушной армии Южного фронта | гвардии майор                        | 16.10.1910 — 23.04.2001 | [ БС 12 ] [ ГС 40 ] [ НЛ 36 ]   |
| 422   | Лукья́нцев Василий Петрович                                                             | 04.02.1944            | авиация      | заместель командира эскадрильи 10-го отдельного разведывательного авиационного полка 1-й воздушной армии Западного фронта | капитан                              | 21.08.1913 — 23.06.1998 | [ БС 12 ] [ ГС 41 ] [ НЛ 37 ]   |
| 423   | Лукья́нчиков Леонид Васильевич                                                          | 24.03.1945            | пехота       | командир отделения 1154-го стрелкового полка 344-й стрелковой дивизии 33-й армии 3-го Белорусского фронта | сержант                              | 10.11.1924 — 05.02.2006 | [ БС 12 ] [ ГС 42 ] [ НЛ 38 ]   |
| 424   | Лу́мпов Григорий Алексеевич                                                             | 30.10.1943            | пехота       | писарь роты 685-го стрелкового полка 193-й стрелковой дивизии 65-й армии Центрального фронта | младший сержант                      | 15.02.1915 — 23.09.1959 | [ БС 12 ] [ ГС 43 ] [ НЛ 39 ]   |
| 425   | Лунёв Павел Фёдорович укр. Луньов Павло Федорович                                      | 22.07.1945            | артиллерия   | командир батареи 249-го миномётного полка 25-й миномётной бригады 21-й артиллерийской дивизии прорыва РГК в составе 6-й гвардейской армии 1-го Прибалтийского фронта | старший лейтенант                    | 08.08.1918 — 10.03.1994 | [ БС 13 ] [ ГС 44 ] [ НЛ 40 ]   |
| 426   | Лу́нин Николай Александрович                                                            | 03.04.1942            | морской флот | командир подводной лодки Щ-421 2-го дивизиона отдельной бригады подводных лодок Северного флота | капитан 3-го ранга                   | 21.08.1907 — 17.11.1970 | [ БС 14 ] [ ГС 45 ] [ НЛ 41 ]   |
| 427   | Лу́нин Яков Михайлович                                                                  | 15.01.1944            | кавалерия    | наводчик противотанкового ружья 58-го кавалерийского полка 16-й гвардейской кавалерийской дивизии 7-го гвардейского кавалерийского корпуса 61-й армии Центрального фронта | гвардии красноармеец                 | 25.12.1899 — 31.10.1948 | [ БС 14 ] [ ГС 46 ] [ НЛ 42 ]   |
| 428   | Лунц Борис Григорьевич                                                                 | 27.07.1943            | авиация      | командир эскадрильи 101-го авиационного полка 1-й авиационной дивизии 7-го авиационного корпуса Авиации дальнего действия | капитан                              | 08.05.1908 — 05.02.1997 | [ БС 14 ] [ ГС 47 ] [ НЛ 43 ]   |
| 429   | Лунько́в Николай Алексеевич                                                             | 18.08.1945            | авиация      | командир звена 62-го штурмового авиационного полка 233-й штурмовой авиационной дивизии 4-й воздушной армии 2-го Белорусского фронта | лейтенант                            | 01.01.1922 — 21.09.1979 | [ БС 14 ] [ ГС 48 ] [ НЛ 44 ]   |
| 430   | Лу́пов Дмитрий Петрович                                                                 | 10.01.1944            | пехота       | пулемётчик 1142-го стрелкового полка 340-й стрелковой дивизии 38-й армии Воронежского фронта | старший сержант                      | 15.10.1917 — 18.07.1990 | [ БС 14 ] [ ГС 49 ] [ НЛ 45 ]   |
| 431   | Лу́ппов Владимир Васильевич                                                             | 10.01.1944            | танкист      | командир 71-й механизированной бригады 9-го механизированного корпуса 3-й гвардейской танковой армии 1-го Украинского фронта | полковник                            | 20.07.1897 — 05.01.1944 | [ БС 14 ] [ ГС 50 ] [ НЛ 46 ]   |
| 432   | Лу́ппов Евгений Алексеевич                                                              | 15.01.1940            | танкист      | командир башни танка Т-28 91-го отдельного танкового батальона 20-й тяжёлой танковой бригады 7-й армии | младший комвзвод                     | 27.01.1916 — 07.10.1977 | ——                              |
| 433   | Лу́пырев Иван Петрович                                                                  | 10.04.1945            | артиллерия   | заместитель командира дивизиона 34-го гвардейского артиллерийского полка 6-й гвардейской стрелковой дивизии 13-й армии 1-го Украинского фронта | гвардии капитан                      | 05.01.1922 — 20.10.1994 | [ БС 16 ] [ ГС 52 ] [ НЛ 47 ]   |
| 434   | Лурсманашви́ли Владимир Самсонович груз. ლურსმანაშვილი ვლადიმერ                         | 13.12.1942            | комиссар     | заместитель по политической части командира батальона 802-го стрелкового полка 392-й стрелковой дивизии 37-й армии Закавказского фронта | политрук                             | 13.12.1909 — 17.06.1987 | [ БС 16 ] [ ГС 53 ] [ НЛ 48 ]   |
| 435   | Лу́ста Пётр Васильевич укр. Луста Петро Васильович                                      | 10.01.1944            | танкист      | командир 344-го танкового батальона 91-й отдельной танковой бригады 3-й гвардейской танковой армии 1-го Украинского фронта | капитан                              | 23.04.1913 — 21.04.1945 | [ БС 16 ] [ ГС 54 ] [ НЛ 49 ]   |
| 436   | Лу́сто Михаил Васильевич                                                                | 27.06.1945            | авиация      | командир эскадрильи 129-го гвардейского истребительного авиационного полка 22-й гвардейской истребительной авиационной дивизии 6-го гвардейского истребительного авиационного корпуса 2-й воздушной армии 1-го Украинского фронта | гвардии старший лейтенант            | 21.09.1921 — 16.03.1979 | [ БС 16 ] [ ГС 55 ] [ НЛ 50 ]   |
| 437   | Лут Николай Евсеевич укр. Лут Микола Овсійович                                         | 15.01.1944            | пехота       | помощник командира взвода 218-го гвардейского стрелкового полка 77-й гвардейской стрелковой дивизии 61-й армии Центрального фронта | гвардии старший сержант              | 01.04.1918 — 11.04.1944 | [ БС 16 ] [ ГС 56 ] [ НЛ 51 ]   |
| 438   | Лутфу́ллин Сульги (Лутпуллин Сулхи)                                                     | 10.04.1945            | артиллерия   | командир орудия 493-го истребительно-противотанкового артиллерийского полка РГК в составе 13-й армии 1-го Украинского фронта | старший сержант                      | 05.01.1923 — 16.12.1990 | [ БС 16 ] [ ГС 57 ] [ НЛ 52 ]   |
| 439   | Луфере́нко Иван Иосифович                                                               | 22.02.1944            | пехота       | командир отделения 496-й отдельной разведывательной роты 236-й стрелковой дивизии 46-й армии Степного фронта | сержант                              | 02.04.1919 — 26.09.1943 | [ БС 16 ] [ ГС 58 ] [ НЛ 53 ]   |
| 440   | Луце́вич Андрей Филиппович бел. Луцэвіч Андрэй Піліпавіч                                | 22.07.1944            | артиллерия   | командир орудия 138-го гвардейского артиллерийского полка 67-й гвардейской стрелковой дивизии 6-й гвардейской армии 1-го Прибалтийского фронта | гвардии старший сержант              | 10.08.1919 — 17.07.1944 | [ БС 17 ] [ ГС 59 ] [ НЛ 54 ]   |
| 441   | Луце́нко Ануфрий Максимович укр. Луценко Онуфрій Максимович                             | 13.09.1944            | пехота       | командир 929-го стрелкового полка 254-й стрелковой дивизии 52-й армии 2-го Украинского фронта | подполковник                         | 12.06.1908 — 17.07.1977 | [ БС 18 ] [ ГС 60 ] [ НЛ 55 ]   |
| 442   | Луце́нко Василий Денисович укр. Луценко Василь Денисович                                | 23.02.1945            | авиация      | заместитель командира эскадрильи 503-го штурмового авиационного полка 206-й штурмовой авиационной дивизии 7-го штурмового авиационного корпуса 14-й воздушной армии 3-го Прибалтийского фронта | лейтенант                            | 24.12.1922 — 30.06.1948 | [ БС 18 ] [ ГС 61 ] [ НЛ 56 ]   |
| 443   | Луце́нко Игнат Дорофеевич укр. Луценко Гнат Дорофійович                                 | 27.02.1945            | танкист      | механик-водитель танка Т-34 50-й гвардейской танковой бригады 9-го гвардейского танкового корпуса 2-й гвардейской танковой армии 1-го Белорусского фронта | гвардии старший сержант              | 24.03.1910 — 08.02.1945 | [ БС 18 ] [ ГС 62 ] [ НЛ 57 ]   |
| 444   | Луце́нко Пётр Степанович укр. Луценко Петро Степанович                                  | 20.12.1943            | пехота       | командир 184-го гвардейского стрелкового полка 62-й гвардейской стрелковой дивизии 37-й армии Степного фронта | гвардии подполковник                 | 12.07.1896 — 28.03.1966 | [ БС 18 ] [ ГС 63 ] [ НЛ 58 ]   |
| 445   | Лу́цкий Владимир Александрович                                                          | 24.08.1943            | авиация      | командир эскадрильи 32-го гвардейского истребительного авиационного полка 3-й гвардейской истребительной авиационной дивизии 1-го гвардейского истребительного авиационного корпуса 15-й воздушной армии Брянского фронта | гвардии капитан                      | 21.05.1918 — 19.12.1976 | [ БС 18 ] [ ГС 64 ] [ НЛ 59 ]   |
| 446   | Лучёк Михаил Тихонович укр. Лучок Михайло Тихонович                                    | 16.10.1943            | пехота       | помощник командира взвода разведки 229-го стрелкового полка 8-й стрелковой дивизии 13-й армии Центрального фронта | ефрейтор                             | 21.11.1918 — 26.07.1944 | [ БС 18 ] [ ГС 65 ] [ НЛ 60 ]   |
| 447   | Лучи́нский Александр Александрович                                                      | 19.04.1945            | генерал      | командующий 28-й армией 3-го Белорусского фронта | генерал-лейтенант                    | 23.03.1900 — 25.12.1990 | [ БС 19 ] [ ГС 66 ] [ НЛ 61 ]   |
| 448   | Лу́шев Пётр Георгиевич                                                                  | 17.10.1983            | генерал      | командующий войсками Московского военного округа | генерал армии                        | 18.10.1923 — 23.03.1997 | ——                              |
| 449   | Лу́шин Владимир Петрович                                                                | 04.11.1978            | морской флот | командир атомной подводной лодки К-325 11-й дивизии подводных лодок 1-й флотилии подводных лодок Северного флота | капитан 2-го ранга                   | 19.12.1943 — 17.01.2002 | ——                              |
| 450   | Лу́шников Александр Матвеевич                                                           | 26.10.1943            | артиллерия   | наводчик орудия 235-го гвардейского стрелкового полка 81-й гвардейской стрелковой дивизии 7-й гвардейской армии Степного фронта | гвардии красноармеец                 | 20.11.1910 — 16.05.1989 | [ БС 20 ] [ ГС 69 ] [ НЛ 62 ]   |
| 451   | Лу́щенко Григорий Андреевич                                                             | 15.05.1946            | авиация      | штурман эскадрильи 20-го гвардейского бомбардировочного авиационного полка 13-й гвардейской бомбардировочной авиационной дивизии 2-го гвардейского бомбардировочного авиационного корпуса 18-й воздушной армии | гвардии капитан                      | 05.08.1906 — 06.07.1977 | [ БС 20 ] [ ГС 70 ] [ НЛ 63 ]   |
| 452   | Лызе́нко Николай Романович укр. Лизенко Микола Романович                                | 10.04.1945            | пехота       | командир мотострелковой роты 17-й гвардейской механизированной бригады 6-го гвардейского механизированного корпуса 4-й танковой армии 1-го Украинского фронта | гвардии старший лейтенант            | 15.10.1918 — 18.06.1960 | [ БС 21 ] [ ГС 71 ] [ НЛ 64 ]   |
| 453   | Лы́зин Василий Петрович                                                                 | 31.05.1945            | танкист      | командир танкового батальона 65-й гвардейской танковой бригады 9-го гвардейского танкового корпуса 2-й гвардейской танковой армии 1-го Белорусского фронта | гвардии капитан                      | 14.01.1914 — 02.11.1998 | [ БС 22 ] [ ГС 72 ] [ НЛ 65 ]   |
| 454   | Лы́ков Василий Михайлович                                                               | 01.07.1944            | авиация      | командир эскадрильи 735-го штурмового авиационного полка 266-й штурмовой авиационной дивизии 1-го штурмового авиационного корпуса 5-й воздушной армии 2-го Украинского фронта | старший лейтенант                    | 07.01.1923 — 01.05.1988 | [ БС 22 ] [ ГС 73 ] [ НЛ 66 ]   |
| 455   | Лыса́нов Иван Гаврилович                                                                | 16.10.1943            | пехота       | командир отделения разведывательного взвода 288-го стрелкового полка 181-й стрелковой дивизии 13-й армии Центрального фронта | младший сержант                      | 23.04.1919 — 26.10.2006 | [ БС 22 ] [ ГС 74 ] [ НЛ 67 ]   |
| 456   | Лысе́нко Александр Акимович                                                             | 15.01.1944            | пехота       | заместитель командира батальона 321-го стрелкового полка 15-й стрелковой дивизии 61-й армии Центрального фронта | старший лейтенант                    | 06.05.1920 — 08.01.1944 | [ БС 22 ] [ ГС 75 ] [ НЛ 68 ]   |
| 457   | Лысе́нко Борис Петрович                                                                 | 31.05.1945            | артиллерия   | командир батареи 86-й тяжёлой гаубичной артиллерийской бригады разрушения 5-й артиллерийской дивизии 4-го артиллерийского корпуса прорыва РГК в составе 3-й ударной армии 1-го Белорусского фронта | капитан                              | 14.04.1916 — 26.04.1945 | [ БС 22 ] [ ГС 76 ] [ НЛ 69 ]   |
| 458   | Лысе́нко Евгений Павлович укр. Лисенко Євген Павлович                                   | 24.03.1945            | танкист      | командир 1289-го самоходно-артиллерийского полка 7-го механизированного корпуса 2-го Украинского фронта | подполковник                         | 01.05.1920 — 11.10.1944 | [ БС 22 ] [ ГС 77 ] [ НЛ 70 ]   |
| 459   | Лысе́нко Иван Иванович                                                                  | 20.12.1943            | инженер      | командир отделения 40-го отдельного моторизированного понтонно-мостового батальона 7-й гвардейской армии Степного фронта | ефрейтор                             | 1921 — 31.05.1951       | [ БС 22 ] [ ГС 78 ] [ НЛ 71 ]   |
| 460   | Лысе́нко Иван Иосифович укр. Лисенко Іван Йосипович                                     | 23.02.1945            | авиация      | заместитель командира эскадрильи 74-го гвардейского штурмового авиационного полка 1-й гвардейской штурмовой авиационной дивизии 1-й воздушной армии 3-го Белорусского фронта | гвардии старший лейтенант            | 10.08.1918 — 14.08.2000 | [ БС 23 ] [ ГС 79 ] [ НЛ 72 ]   |
| 461   | Лысе́нко Иван Никифорович                                                               | 15.05.1946            | пехота       | помощник командира взвода разведки 674-го стрелкового полка 150-й стрелковой дивизии 3-й ударной армии 1-го Белорусского фронта | старший сержант                      | 09.09.1917 — 30.12.2015 | [ БС 24 ] [ ГС 80 ] [ НЛ 73 ]   |
| 462   | Лысе́нко Иван Тимофеевич                                                                | 10.01.1944            | артиллерия   | помощник командира взвода противотанковых ружей 600-го стрелкового полка 147-й стрелковой дивизии 27-й армии Воронежского фронта | старший сержант                      | 22.04.1914 — 20.01.1984 | [ БС 24 ] [ ГС 81 ] [ НЛ 74 ]   |
| 463   | Лысе́нко Николай Емельянович укр. Лисенко Микола Омелянович                             | 21.03.1940            | комиссар     | политрук роты 255-го стрелкового полка 123-й стрелковой дивизии 7-й армии Северо-Западного фронта | политрук                             | 1910 — 18.01.1943       | [ БС 24 ] [ ГС 82 ] [ НЛ 75 ]   |
| 464   | Лысе́нко Николай Калистратович укр. Лисенко Микола Калістратович                        | 26.10.1944            | авиация      | командир 218-го штурмового авиационного полка 299-й штурмовой авиационной дивизии 15-й воздушной армии Брянского фронта | подполковник                         | 09.12.1916 — 26.03.1984 | [ БС 24 ] [ ГС 83 ] [ НЛ 76 ]   |
| 465   | Лысе́нко Фёдор Константинович укр. Лисенко Федір Костянтинович                          | 24.03.1945            | пехота       | командир 249-го стрелкового полка 16-й стрелковой дивизии 2-й гвардейской армии 1-го Прибалтийского фронта | подполковник                         | 19.03.1913 — 22.02.1945 | [ БС 24 ] [ ГС 84 ] [ НЛ 77 ]   |
| 466   | Лысенко́в Алексей Максимович                                                            | 13.09.1944            | артиллерия   | командир батареи самоходных артиллерийских установок СУ-76 1458-го самоходного артиллерийского полка 5-го гвардейского танкового корпуса 6-й танковой армии 2-го Украинского фронта | младший лейтенант                    | 19.04.1921 — 19.03.1945 | [ БС 24 ] [ ГС 85 ] [ НЛ 78 ]   |
| 467   | Лысо́в Михаил Сергеевич                                                                 | 26.10.1943            | инженер      | командир сапёрного отделения 89-го гвардейского отдельного сапёрного батальона 78-й гвардейской стрелковой дивизии 7-й гвардейской армии Степного фронта | гвардии старший сержант              | 19.07.1921 — 12.03.1944 | [ БС 25 ] [ ГС 86 ] [ НЛ 79 ]   |
| 468   | Лыта́нов Пётр Степанович                                                                | 24.03.1945            | десантники   | командир отделения 5-й гвардейской отдельной разведывательной роты 1-й гвардейской воздушно-десантной дивизии 53-й армии 2-го Украинского фронта | гвардии сержант                      | 26.08.1924 — 19.08.1973 | [ БС 26 ] [ ГС 87 ] [ НЛ 80 ]   |
| 469   | Лы́тин Дмитрий Константинович                                                           | 24.03.1945            | десантники   | командир отделения 5-й гвардейской отдельной разведывательной роты 1-й гвардейской воздушно-десантной дивизии 53-й армии 2-го Украинского фронта | гвардии старший сержант              | 08.11.1920 — 11.11.1954 | [ БС 26 ] [ ГС 88 ] [ НЛ 81 ]   |
| 470   | Лы́хин Сергей Егорович                                                                  | 01.07.1944            | авиация      | штурман эскадрильи 742-го отдельного разведывательного авиационного полка 14-й воздушной армии Волховского фронта | капитан                              | 25.10.1914 — 06.12.1972 | [ БС 26 ] [ ГС 89 ] [ НЛ 82 ]   |
| 471   | Лычако́в Степан Александрович                                                           | 26.10.1943            | артиллерия   | командир орудия 80-го гвардейского отдельного истребительно-противотанкового дивизиона 73-й гвардейской стрелковой дивизии 7-й гвардейской армии Степного фронта | гвардии старший сержант              | 25.04.1909 — 28.05.1968 | [ БС 26 ] [ ГС 90 ] [ НЛ 83 ]   |
| 472   | Лыше́ня Захар Григорьевич (Лыщеня Захар Григорьевич) бел. Лышэня Захар Рыгоравіч        | 27.06.1945            | артиллерия   | командир отделения разведки 43-го гвардейского артиллерийского полка 15-й гвардейской стрелковой дивизии 5-й гвардейской армии 1-го Украинского фронта | гвардии старшина                     | 1917 — 08.02.1945       | [ БС 26 ] [ ГС 91 ] [ НЛ 84 ]   |
| 473   | Львов Семён Иванович                                                                   | 24.07.1943            | авиация      | командир эскадрильи 3-го гвардейского истребительного авиационного полка 61-й истребительной авиационной бригады ВВС Балтийского флота | гвардии капитан                      | 16.02.1917 — 05.07.1997 | [ БС 26 ] [ ГС 92 ] [ НЛ 85 ]   |
| 474   | Люба́вин Василий Александрович                                                          | 10.01.1944            | пехота       | командир батальона 197-го стрелкового полка 99-й стрелковой дивизии 1-й гвардейской армии 1-го Украинского фронта | капитан                              | 04.03.1912 — 22.02.1975 | [ БС 26 ] [ ГС 93 ] [ НЛ 86 ]   |
| 475   | Люба́рский Николай Яковлевич укр. Любарський Микола Якович                              | 17.11.1943            | артиллерия   | наводчик противотанкового ружья 1339-го горно-стрелкового полка 318-й горно-стрелковой дивизии 18-й армии Северо-Кавказского фронта | красноармеец                         | 18.05.1922 — 18.05.2000 | [ БС 27 ] [ ГС 94 ] [ НЛ 87 ]   |
| 476   | Любе́зный Николай Фёдорович                                                             | 31.05.1945            | артиллерия   | командир батареи 86-й тяжёлой гаубичной артиллерийской бригады разрушения 5-й артиллерийской дивизии 4-го артиллерийского корпуса прорыва РГК в составе 3-й ударной армии 1-го Белорусского фронта | капитан                              | 27.11.1916 — 07.11.1987 | [ БС 28 ] [ ГС 95 ] [ НЛ 88 ]   |
| 477   | Люби́менко Михаил Николаевич укр. Любименко Михайло Миколайович                         | 31.05.1945            | пехота       | заместитель по строевой части командира батальона 37-го гвардейского стрелкового полка 12-й гвардейской стрелковой дивизии 61-й армии 1-го Белорусского фронта | гвардии капитан                      | 29.04.1923 — 27.07.2012 | [ БС 28 ] [ ГС 96 ] [ НЛ 89 ]   |
| 478   | Люби́мов Алексей Ильич                                                                  | 26.10.1943            | артиллерия   | командир 671-го артиллерийского полка 213-й стрелковой дивизии 7-й гвардейской армии Степного фронта | майор                                | 20.05.1902 — 05.04.1986 | [ БС 28 ] [ ГС 97 ] [ НЛ 90 ]   |
| 479   | Люби́мов Иван Степанович                                                                | 22.01.1944            | авиация      | командир 11-го гвардейского истребительного авиационного полка 1-й минно-торпедной авиационной дивизии ВВС Черноморский флота | гвардии подполковник                 | 25.03.1909 — 26.12.2000 | [ БС 28 ] [ ГС 98 ] [ НЛ 91 ]   |
| 480   | Лю́бичев Михаил Дмитриевич                                                              | 04.06.1944            | пехота       | командир взвода 154-го гвардейского стрелкового полка 51-й гвардейской стрелковой дивизии 6-й гвардейской армии 2-го Прибалтийского фронта | гвардии лейтенант                    | 1910 — 06.01.1944       | [ БС 28 ] [ ГС 99 ] [ НЛ 92 ]   |
| 481   | Лю́бов Михаил Фёдорович                                                                 | 13.11.1943            | пехота       | командир роты 836-го стрелкового полка 240-й стрелковой дивизии 38-й армии Воронежского фронта | лейтенант                            | 13.11.1913 — 20.07.1986 | [ БС 29 ] [ ГС 100 ] [ НЛ 93 ]  |
| 482   | Лю́бушкин Иван Тимофеевич                                                               | 10.10.1941            | танкист      | командир танка Т-34 4-й танковой бригады 16-й армии Западного фронта | старший сержант                      | 20.07.1918 — 30.06.1942 | [ БС 29 ] [ ГС 101 ] [ НЛ 94 ]  |
| 483   | Людвиче́нко Александр Алексеевич укр. Людвиченко Олександр Олексійович                  | 19.04.1945            | пехота       | разведчик взвода разведки 993-го стрелкового полка 263-й стрелковой дивизии 43-й армии 3-го Белорусского фронта | красноармеец                         | 18.08.1924 — 16.06.1972 | [ БС 29 ] [ ГС 102 ] [ НЛ 95 ]  |
| 484   | Лю́дников Иван Ильич                                                                    | 16.10.1943            | генерал      | командир 15-го стрелкового корпуса 13-й армии Центрального фронта | генерал-лейтенант                    | 26.09.1902 — 22.04.1976 | [ БС 29 ] [ ГС 103 ] [ НЛ 96 ]  |
| 485   | Лю́лин Павлин Алексеевич                                                                | 27.02.1945            | танкист      | механик-водитель танка Т-34 49-й гвардейской танковой бригады 12-го гвардейского танкового корпуса 2-й гвардейской танковой армии 1-го Белорусского фронта | гвардии старший сержант              | 17.05.1914 — 22.12.1974 | [ БС 29 ] [ ГС 104 ] [ НЛ 97 ]  |
| 486   | Лю́лин Сергей Михайлович                                                                | 18.08.1945            | авиация      | штурман эскадрильи 124-го гвардейского бомбардировочного авиационного полка 4-й гвардейской бомбардировочной авиационной дивизии 1-го гвардейского бомбардировочного авиационного корпуса 3-й воздушной армии 1-го Прибалтийского фронта | гвардии капитан                      | 17.09.1915 — 14.09.1944 | [ БС 29 ] [ ГС 105 ] [ НЛ 98 ]  |
| 487   | Лю́син Владимир Николаевич                                                              | 19.08.1944            | авиация      | командир звена 85-го гвардейского истребительного авиационного полка 6-й гвардейской истребительной авиационной дивизии 8-й воздушной армии 4-го Украинского фронта | гвардии старший лейтенант            | 27.04.1918 — 06.11.1992 | [ БС 29 ] [ ГС 106 ] [ НЛ 99 ]  |
| 488   | Лю́тиков Евгений Кузьмич                                                                | 24.03.1945            | артиллерия   | командир батареи 66-го гвардейского миномётного полка 4-го гвардейского кавалерийского корпуса 2-го Украинского фронта | гвардии лейтенант                    | 21.04.1921 — 08.10.1944 | [ БС 30 ] [ ГС 107 ] [ НЛ 100 ] |
| 489   | Лютке́вич Владислав Вацлавович (Людкевич Владислав Валавович) пол. Lutkiewicz Władysław | 23.10.1943            | пехота       | командир пулемётного расчёта 198-го гвардейского стрелкового полка 68-й гвардейской стрелковой дивизии 40-й армии Воронежского фронта | гвардии сержант                      | 08.05.1923 — 26.09.1943 | [ БС 31 ] [ ГС 108 ] [ НЛ 101 ] |
| 490   | Лю́тый Александр Сергеевич укр. Лютий Олександр Сергійович                              | 20.04.1945            | морской флот | радист взвода связи 384-го отдельного батальона морской пехоты Одесской военно-морской базы Черноморского флота | старший краснофлотец                 | 01.01.1920 — 27.03.1944 | [ БС 31 ] [ ГС 109 ] [ НЛ 102 ] |
| 491   | Лю́тый Григорий Михайлович укр. Лютий Григорій Михайлович                               | 10.04.1945            | пехота       | командир отделения 904-го стрелкового полка 245-й стрелковой дивизии 59-й армии 1-го Украинского фронта | сержант                              | 21.01.1924 — 21.10.1986 | [ БС 31 ] [ ГС 110 ] [ НЛ 103 ] |
| 492   | Ля́гин Виктор Александрович                                                             | 05.11.1944            | нквд         | командир разведывательно-диверсионной группы «Маршрутники» во временно оккупированном городе Николаеве Украинской ССР | капитан государственной безопасности | 31.12.1908 — 17.07.1943 | ——                              |
| 493   | Ляде́нко Анатолий Никитович укр. Ляденко Анатолій Микитович                             | 10.04.1945            | пехота       | командир отделения танко-десантной роты моторизованного батальона автоматчиков 53-й гвардейской танковой бригады 6-го гвардейского танкового корпуса 3-й гвардейской танковой армии 1-го Украинского фронта | гвардии сержант                      | 04.05.1923 — 10.10.1987 | [ БС 31 ] [ ГС 112 ] [ НЛ 104 ] |
| 494   | Ля́дов Григорий Григорьевич                                                             | 26.10.1944            | авиация      | старший лётчик-наблюдатель 511-го отдельного разведывательного авиационного полка 5-й воздушной армии 2-го Украинского фронта | капитан                              | 05.12.1921 — 31.05.1944 | [ БС 32 ] [ ГС 113 ] [ НЛ 105 ] |
| 495   | Ля́дов Иван Григорьевич                                                                 | 10.04.1945            | танкист      | заряжающий орудия танка 13-го гвардейского отдельного тяжёлого танкового полка 4-й танковой армии 1-го Украинского фронта | гвардии сержант                      | 28.01.1926 — 27.01.1945 | [ БС 33 ] [ ГС 114 ] [ НЛ 106 ] |
| 496   | Ля́дский Тимофей Сергеевич                                                              | 23.02.1945            | авиация      | командир эскадрильи 90-го гвардейского штурмового авиационного полка 4-й гвардейской штурмовой авиационной дивизии 5-го штурмового авиационного корпуса 2-й воздушной армии 1-го Украинского фронта | гвардии капитан                      | 28.02.1913 — 19.03.1995 | [ БС 33 ] [ ГС 115 ] [ НЛ 107 ] |
| 497   | Ля́кин Иван Петрович                                                                    | 07.04.1940            | артиллерия   | наводчик орудия 218-го артиллерийского полка 51-й стрелковой дивизии 13-й армии Северо-Западного фронта | красноармеец                         | 24.06.1912 — 19.08.1941 | [ БС 33 ] [ ГС 116 ] [ НЛ 108 ] |
| 498   | Ля́лин Борис Васильевич                                                                 | 14.02.1986            | авиация      | командир авиационной группы экспедиции по спасению научно-экспедиционного судна «Михаил Сомов» | —                                    | 28.02.1943 — 22.06.2024 | ——                              |
| 499   | Ля́лин Василий Константинович укр. Лялін Василь Костянтинович                           | 13.04.1944            | авиация      | штурман эскадрильи 8-го отдельного разведывательного авиационного полка 8-й воздушной армии 4-го Украинского фронта | капитан                              | 09.01.1920 — 18.07.1989 | [ БС 33 ] [ ГС 118 ] [ НЛ 109 ] |
| 500   | Лялько́ Григорий Григорьевич укр. Лялько Григорій Григорович                            | 13.09.1944            | пехота       | стрелок 929-го стрелкового полка 254-й стрелковой дивизии 52-й армии 2-го Украинского фронта | красноармеец                         | 1908 — 14.02.1982       | [ БС 33 ] [ ГС 119 ] [ НЛ 110 ] |
| 501   | Ля́мин Степан Васильевич                                                                | 31.05.1945            | артиллерия   | командир артиллерийской батареи 250-го гвардейского артиллерийско-миномётного полка 17-й гвардейской кавалерийской дивизии 2-го гвардейского кавалерийского корпуса 1-го Белорусского фронта | гвардии капитан                      | 09.01.1910 — 12.03.1975 | [ БС 33 ] [ ГС 120 ] [ НЛ 111 ] |
| 502   | Лянга́сов Александр Павлович                                                            | 10.01.1944            | танкист      | командир танка Т-34 288-го танкового батальона 52-й гвардейской танковой бригады 6-го гвардейского танкового корпуса 3-й гвардейской танковой армии 1-го Украинского фронта | гвардии младший лейтенант            | 1924 — 10.11.1943       | [ БС 34 ] [ ГС 121 ] [ НЛ 112 ] |
| 503   | Ляпиде́вский Анатолий Васильевич                                                        | 20.04.1934            | авиация      | пилот Дальневосточного управления Гражданского воздушного флота, участник поиска и спасения экипажа парохода «Челюскин» | —                                    | 23.03.1908 — 29.04.1983 | ——                              |
| 504   | Ля́пкин Анатолий Гордеевич                                                              | 22.07.1944            | пехота       | автоматчик 210-го гвардейского стрелкового полка 71-й гвардейской стрелковой дивизии 6-й гвардейской армии 1-го Прибалтийского фронта | гвардии ефрейтор                     | 15.09.1917 — 28.05.1993 | [ БС 35 ] [ ГС 123 ] [ НЛ 113 ] |
| 505   | Ляпо́лов Виктор Михайлович                                                              | 31.05.1945            | пехота       | командир отделения моторизованного батальона автоматчиков 36-й танковой бригады 11-го танкового корпуса 5-й ударной армии 1-го Белорусского фронта | сержант                              | 16.11.1924 — 06.11.1966 | [ БС 35 ] [ ГС 124 ] [ НЛ 114 ] |
| 506   | Ляпота́ Степан Константинович укр. Ляпота Степан Костянтинович                          | 01.11.1943            | пехота       | командир роты 1369-го стрелкового полка 417-й стрелковой дивизии 44-й армии Южного фронта | лейтенант                            | 13.12.1906 — 10.10.1943 | [ БС 35 ] [ ГС 125 ] [ НЛ 115 ] |
| 507   | Лях Борис Митрофанович                                                                 | 05.11.1944            | морской флот | командир катера МО-429 2-го гвардейского дивизиона малых охотников за подводными лодками бригады сторожевых кораблей охраны водного района Главной базы Северного флота | гвардии старший лейтенант            | 19.07.1918 — 07.11.1992 | [ БС 35 ] [ ГС 126 ] [ НЛ 116 ] |
| 508   | Лях Даниил Пантелеевич                                                                 | 01.11.1943            | пехота       | разведчик 496-й отдельной разведывательной роты 236-й стрелковой дивизии 46-й армии Степного фронта | красноармеец                         | 10.11.1924 — 26.09.1943 | [ БС 35 ] [ ГС 127 ] [ НЛ 117 ] |
| 509   | Лях Николай Локтионович укр. Лях Микола Галактіонович                                  | 27.02.1945            | танкист      | командир батальона 36-й танковой бригады 11-го танкового корпуса 69-й армии 1-го Белорусского фронта | майор                                | 09.05.1920 — 12.03.1999 | [ БС 36 ] [ ГС 128 ] [ НЛ 118 ] |
| 510   | Ля́хов Владимир Афанасьевич                                                             | 19.08.1979 23.11.1983 | космонавт    | командир космического корабля «Союз-32» и орбитального научно-исследовательского комплекса «Салют-6» — «Союз-34» командир космического корабля «Союз Т-9» и орбитального научно-исследовательского комплекса «Салют-7»—«Союз Т-9»—«Космос-1443» | подполковник полковник               | 20.07.1941 — 19.04.2018 | ——                              |
| 511   | Ля́хов Георгий Васильевич укр. Ляхов Георгій Васильович                                 | 30.10.1943            | пехота       | временно исполняющий должность заместителя по стрелковой части командира батальона 120-го стрелкового полка 69-й стрелковой дивизии 65-й армии Центрального фронта | капитан                              | 03.01.1923 — 05.06.1983 | [ БС 37 ] [ ГС 130 ] [ НЛ 119 ] |
| 512   | Ля́хов Логвин Прохорович                                                                | 24.04.1944            | комиссар     | заместитель по политической части командира дивизиона 129-го миномётного полка 3-го гвардейского механизированного корпуса 47-й армии Воронежского фронта | старший лейтенант                    | 30.11.1915 — 07.08.1983 | [ БС 37 ] [ ГС 131 ] [ НЛ 120 ] |
| 513   | Ля́хов Яков Яковлевич                                                                   | 23.02.1945            | авиация      | командир звена 807-го штурмового авиационного полка 206-й штурмовой авиационной дивизии 7-го штурмового авиационного корпуса 14-й воздушной армии 3-го Прибалтийского фронта | лейтенант                            | 01.11.1922 — 17.09.1944 | [ БС 37 ] [ ГС 132 ] [ НЛ 121 ] |
| 514   | Ляше́нко Иван Михайлович укр. Ляшенко Іван Михайлович                                   | 16.10.1943            | артиллерия   | командир батареи 76-мм пушек 109-го стрелкового полка 74-й стрелковой дивизии 13-й армии Центрального фронта | старший лейтенант                    | 1921 — 09.02.1944       | [ БС 37 ] [ ГС 133 ] [ НЛ 122 ] |
| 515   | Лященко Николай Григорьевич укр. Лященко Микола Григорович                             | 04.10.1990            | генерал      | командир 90-й стрелковой дивизии 2-й ударной армии 2-го Белорусского фронта | генерал-майор                        | 16.05.1910 — 10.10.2000 | [ БС 38 ] [ ГС 134 ] [ НЛ 123 ] |

| Навигационная таблица | Навигационная таблица              |
| --------------------- | ---------------------------------- |
| «Л»                   | Лаар Иосиф — Лебедев Василий       |
| «Л»                   | Лебедев Виктор — Липилин Александр |
| «Л»                   | Липкин Герман — Лосев Алексей      |
| «Л»                   | Лосев Анатолий — Лященко Николай   |